# 長谷川四郎 (政治家)

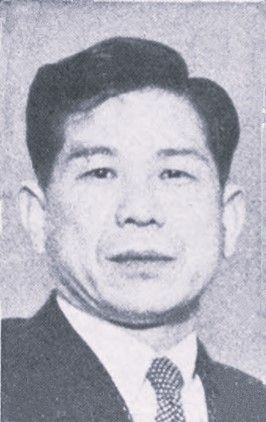
長谷川四郎

長谷川 四郎（はせがわ しろう、1905年〈明治38年〉1月7日 - 1986年〈昭和61年〉8月7日）は、日本の政治家。衆議院議員（自由民主党所属）。魚屋（自称）から衆議院副議長にまで上り詰めた立志伝中の人物として知られる。

## 来歴・人物
群馬県山田郡大間々町桐原に、養蚕指導員の父・辰之助、母・テルの三男として生まれる。幼少期に父が亡くなり、大間々尋常高等小学校を卒業した後、乾物屋で奉公。1931年〈昭和6年〉に魚店「魚丈」を開業し、1936年〈昭和11年〉に株式会社長谷川商店に改組。太平洋戦争中は群馬県生鮮魚介配給統制組合理事長、群馬県魚介配給株式会社取締役社長などを務め、官庁に人脈を作る契機となった。
戦後は桐生商工会議所副会頭となり、1947年〈昭和22年〉4月に行われた戦後初の群馬県議会議員選挙に山田郡選挙区で出馬し当選。1949年〈昭和24年〉の第24回衆議院議員総選挙に群馬2区で民主党から衆議院議員に立候補し、新人でありながらトップ当選を果たした（当選同期に池田勇人・佐藤栄作・岡崎勝男・前尾繁三郎・橋本龍伍・麻生太賀吉・小渕光平・西村英一・橋本登美三郎・福永健司・塚原俊郎・藤枝泉介・木村俊夫・稲葉修・河本敏夫・森山欽司・床次徳二・有田喜一など）。同年3月に民主党が野党派と連立派に分裂すると野党派に属し、翌年4月に民主党野党派が国民協同党・新政治協議会と合同し国民民主党を結成してからは同党に属した。1952年〈昭和27年〉に改進党が発足すると同党に属し、造船疑獄に伴う1954年〈昭和29年〉4月24日の吉田内閣不信任決議案に対しては、改進党の立場に反して反対票を投じた。
自由民主党では当初石橋湛山派に属し、1956年〈昭和31年〉に成立した石橋内閣では通産政務次官となったが、石橋内閣が2ヶ月で瓦解すると岸信介派に移り、1962年〈昭和37年〉に岸派が解散すると交友クラブ（川島正次郎派、のち椎名悦三郎派）に所属した。
衆院商工委員長、同農水委員長、自民党国会対策委員長などを歴任しながらも入閣の機会に恵まれなかったが、1968年〈昭和43年〉第2次佐藤内閣で農林大臣に初入閣。農林大臣としては12年ぶりの生産者米価据え置きや第7回日米貿易経済合同委員会での交渉にあたった。
1972年〈昭和47年〉、荒舩清十郎衆議院副議長が日本社会党・日本共産党に対し中傷的な発言をしたとして辞任したため、後任として副議長に就任（在任1972年1月29日 - 1972年11月13日）。1974年〈昭和49年〉に田中内閣が倒れると、後任をめぐり自民党副総裁・椎名悦三郎のもとで奔走、椎名裁定による三木内閣誕生に貢献した。
1976年〈昭和51年〉に三木おろしが進む中、反三木の各派閥によって挙党体制確立協議会（挙党協）が結成されると椎名派からは長谷川が世話人となり、挙党協は福田赳夫を指導者として推すことに決定した。同年12月に福田赳夫内閣が成立すると、挙党協で活躍した園田直・鈴木善幸らとともに建設大臣として入閣する。建設大臣としては北関東自動車道の建設などに取り組んだが、福田首相の目指す行政改革には真っ向から反対の姿勢を示し、行革は結局失敗に終わった。
自由民主党群馬県支部連合会では1967年〈昭和42年〉7月から1986年〈昭和61年〉まで、実に19年にわたって会長を務めた。当時の県内では福田赳夫・中曽根康弘がそれぞれ派閥の領袖となったため、県内での党派対立を抑えて「保守王国群馬」として一枚岩を維持する役割を果たした。
また党内有数の繊維族議員としても活躍した。1979年〈昭和54年〉、中川派「自由革新同好会」結成に最長老として参加、同派座長に就任し中川一郎を名実共に総理・総裁候補に推すべく苦心したが中川の死によりその目標は絶たれた。中川死去の翌1984年〈昭和59年〉に福田赳夫率いる福田派に合流した。1986年〈昭和61年〉に政界引退を表明（地盤は谷津義男が引き継いだ）。当選回数14回。同年8月7日草津町の病院で肺線維症で死去。享年81。葬儀・告別式は大間々中学校体育館で福田赳夫を実行委員長として行われ、9月1日に前橋市の群馬県民会館で県民葬が営まれた。
1978年〈昭和53年〉5月、勲一等旭日大綬章を受章。群馬県政界の実力者として知られ、死去の前日に制定された群馬県名誉県民の第一号となった。没後正三位に叙される。法号は「四明院殿常知道行世音大居士」、墓所はみどり市大間々町桐原の世音寺。

## 選挙歴
| 当落 | 選挙                   | 執行日         | 年齢 | 選挙区    | 政党       | 得票数    | 得票率 | 定数 | 得票順位 /候補者数 | 政党内比例順位 /政党当選者数 |
| ---- | ---------------------- | -------------- | ---- | --------- | ---------- | --------- | ------ | ---- | ------------------ | ---------------------------- |
| 当   | 第24回衆議院議員総選挙 | 1949年01月23日 | 44   | 旧群馬2区 | 民主党     | 3万3740票 | 20.5%  | 3    | 1/11               | /                            |
| 当   | 第25回衆議院議員総選挙 | 1952年10月01日 | 47   | 旧群馬2区 | 改進党     | 3万5855票 | 19.6%  | 3    | 2/7                | /                            |
| 当   | 第26回衆議院議員総選挙 | 1953年04月19日 | 48   | 旧群馬2区 | 改進党     | 3万5239票 | 18.9%  | 3    | 3/6                | /                            |
| 当   | 第27回衆議院議員総選挙 | 1955年02月27日 | 50   | 旧群馬2区 | 日本民主党 | 4万9535票 | 25.5%  | 3    | 1/7                | /                            |
| 当   | 第28回衆議院議員総選挙 | 1958年05月22日 | 53   | 旧群馬2区 | 自由民主党 | 4万8665票 | 24.2%  | 3    | 1/7                | /                            |
| 当   | 第29回衆議院議員総選挙 | 1960年11月20日 | 55   | 旧群馬2区 | 自由民主党 | 5万388票  | 26.07% | 3    | 1/7                | /                            |
| 当   | 第30回衆議院議員総選挙 | 1963年11月21日 | 58   | 旧群馬2区 | 自由民主党 | 5万3922票 | 27.08% | 3    | 1/6                | /                            |
| 当   | 第31回衆議院議員総選挙 | 1967年01月29日 | 62   | 旧群馬2区 | 自由民主党 | 6万5283票 | 32.38% | 3    | 1/5                | /                            |
| 当   | 第32回衆議院議員総選挙 | 1969年12月27日 | 64   | 旧群馬2区 | 自由民主党 | 6万7002票 | 27.45% | 3    | 1/7                | /                            |
| 当   | 第33回衆議院議員総選挙 | 1972年12月10日 | 67   | 旧群馬2区 | 自由民主党 | 6万6864票 | 25.02% | 3    | 1/6                | /                            |
| 当   | 第34回衆議院議員総選挙 | 1976年12月05日 | 71   | 旧群馬2区 | 自由民主党 | 5万8105票 | 21.22% | 3    | 3/5                | /                            |
| 当   | 第35回衆議院議員総選挙 | 1979年10月07日 | 74   | 旧群馬2区 | 自由民主党 | 9万6414票 | 39.92% | 3    | 1/4                | /                            |
| 当   | 第36回衆議院議員総選挙 | 1980年06月22日 | 75   | 旧群馬2区 | 自由民主党 | 9万7338票 | 35.96% | 3    | 1/5                | /                            |
| 当   | 第37回衆議院議員総選挙 | 1983年12月18日 | 78   | 旧群馬2区 | 自由民主党 | 6万7892票 | 23.99% | 3    | 3/6                | /                            |